# بهاره للهی
بهاره لِلّهی حاجی دلائی (۱۳۶۳ – ۱۴ فروردین ۱۴۰۳) کارگردان سینما، اهل آمل و ساکن تهران بود. وی در اسفند ۱۴۰۲ توسط نیروهای امنیتی جمهوری اسلامی بازداشت و در اواخر اسفند ماه ۱۴۰۲ مفقود شد و ۱۴ فروردین به عنوان «مجهول‌الهویه» در بهشت سکینه دفن شد. بر روی سامانه بهشت سکینه شهرداری کرج تاریخ فوت وی ۱۴ فروردین ۱۴۰۳ ذکر شده است. بنا بر گزارش‌ها، این تاریخ «دو تا چهار هفته پس از مفقود شدن» او است. بهاره «حضور بسیار فعال» در اعتراضات سراسری ۱۴۰۱ داشت و در جریان خیزش انقلابی ۱۴۰۱ هم به مدت ده روز بازداشت شده بود. برخی منابع خبری از کشته شدن او در زندان و دفن مخفیانه در آرامستان بهشت سکینه کرج خبر می‌دهند. از سویی، گفته می‌شود پلیس اعلام کرده که او «خودکشی» کرده است.
تلفن همراه وی از تاریخ ۲۰ بهمن ماه ۱۴۰۲ خاموش شد و پیگیری‌های خانواده‌اش برای یافتن او تا مدت‌ها به جایی نرسید. خانواده للهی تا سه ماه پس از بازداشت و ناپدیدسازی اجباری دخترشان از سرنوشت او بی‌اطلاع بودند و مراجعات آن‌ها به نهادهای مختلف دولتی و امنیتی برای کسب اطلاعی از وضعیت این هنرمند بی‌نتیجه مانده بود. یک منبع نزدیک به خانواده للهی گزارش داد این خانواده ناچار شده‌اند برای دریافت مکان دفن و مشخصات مزار فرزندشان ۱۵ میلیون تومان به عوامل نزدیک به دستگاه امنیتی پرداخت کنند.

## فعالیت‌ها
بهاره للهی، فارغ‌التحصیل دانشگاه سوره با مدرک کارشناسی کارگردانی سینما و کارشناس‌ارشد ادبیات نمایشی از دانشگاه تربیت‌مدرس بود. این هنرمند فیلمساز سابقه عضویت در آکادمی داوری فیلم کوتاه جشن خانه سینما و جشنواره سینمای جوان را در کارنامه خود داشت و در سال‌های اخیر مدرس انجمن سینمای جوانان ایران و همزمان مدرس هنرستان سینمایی سوره بود.
بر اساس اطلاعات مندرج در وب‌سایت مرکز گسترش سینمای مستند و تجربی، او یکی از کارگردانان مجموعه «عصرآباد» به تهیه‌کنندگی محمدرضا اصلانی در سال ۸۸ بوده است.

### تدریس
- کارگردانی فیلم داستانی: از ایده تا پس تولید هنرستان سوره
- تاریخ سینمای ایران - تاریخ سینمای جهان سوره
- مستندسازی و فیلم نامه مستند سوره
- فیلم نامه فیلم کوتاه انجمن سینمای جوان دفتر تهران
- آشنایی با سینما: دفتر تهران
- طراحی آزمون‌های کشوری تاریخ سینما شش دوره
- عضو انجمن فیلم کوتاه ایران
- عضور شورای سیاست گذاری اتاق مستند شمس (شبکه مستند: دوره سرافراز)
- سرپرست بخش سینمای هنرستان سینمایی سوره

### کارگردانی
- لحظه رقصیدن فرفره‌ها
- به روایت یک دستمال گلدار
- بقعه آتشکده و هر آنچه نمی‌دانیم
- رایومند ۴۷۶۱
- گفته بودم سیزده نحسه
- ابرهای کلاله ای
- پژواک‌هایی در اتاق صدا

### تهیه‌کننده، فیلم‌ساز
- چراغهای دم صبح (فیلم‌ساز - تهیه‌کننده)
- مستند دستهایم پر از تنهایی است (فیلم‌ساز - تهیه‌کننده)
- دستیاری کارگردان و برنامه‌ریزی بلند
- تله فیلم گرداب اسماعیل براری
- عصر آباد محمدرضا اصلانی
- دستهایم پر از تنهایی است (زندگی محمدعلی کشاورز) رحیم صدر

### فیلم‌نامه‌نویسی کوتاه
- چراغها و تخت
- لحظه رقصیدن فرفره‌ها
- رایومند ۴۷۶۱(مستند)
- ابرهای کلاله ای
- گفته بودم سیزده نحسه
- چراغهای دم صبح
- نان روز جنگ
- پرنده فروش
- بناهای جنگ جهانی دوم (مستند)
- گفت و شنیدهای میان سکوت

### فیلم‌نامه‌نویسی بلند
- از اعمال تا اعمال
- پرنده هوران

### تدوین
- پژواک‌هایی در اتاق صدا
- چراغ‌های دم صبح

### داوری
- داور بخش جایزه بزرگ تولید جشنواره فیلم کوتاه تهران سال ۹۳
- هیئت انتخاب جشن خانه سینما ۹۴
- عضو آکادمی داوری فیلم کوتاه جشن خانه سینما
- داور بخش فیلم‌های نوروزی انجمن سینمای جوان
- هیت انتخاب المپیاد فیلم‌سازی نوجوانان انجم سینمای جوان
- هیئت داوری جشنواره فیلم کاشان اسفند

### تقدیرنامه
- تقدیر برای سالهای تدریس و فعالیت هنری از سازمان فنی حرفه ای کل کشور
- تقدیر برای مستند رایومند ۴۷۶۱ (جشنواره آوینی - سینما حقیقت)
- جایزه کارگردانی مشترک برای به روایت یک دستمال گلدار (منطقه ای)
- جایزه کارگردانی برای گفته بودم سیزده نحسه (منطقه ای)
- تقدیر برای یک دهه فعالیت هنری انجمن سینمای جوان

### جشنواره‌ها
- جشنواره فیلم یاری سوید
- جشنواره جیپور، هند
- جشنواره بلک آلمان
- جشنواره فیلم‌های انسان دوستانه اوراسیا
- جشنواره فیلم کوتاه تهران
- جشنواره فیلم پروین اعتصامی
- مستند سینما حقیقت

## واکنش‌ها
- انجمن فیلم کوتاه خانه سینما خواستار شفاف‌سازی دربارهٔ مرگ «مشکوک» بهاره لِلّهی شد.[۱] رئیس هیئت مدیره انجمن فیلم کوتاه ایران همچنین تأکید کرده است: «اعضای این صنف به‌طور جدی و مصرانه خواستار پیگیری و شفاف‌سازی در مورد چگونگی از دست دادن یکی از اعضای صنف خود هستند و امیدوارند با پیگیری خانه سینما ابعاد مجهول این واقعه تلخ روشن شود.»[۲]
- گوهر عشقی، مادر دادخواه ستار بهشتی کارگر وبلاگ‌نویس که سال‌ها قبل در بازداشت و تحت بازجویی کشته شد، با تأکید بر این که «جمهوری اسلامی باید برود»، بهاره للهی را یک «قهرمان ملت» نامید که به دلیل شرکت در «قیام مهسا» توسط «نیروهای سرکوبگر خامنه‌ای» زندانی شده بود.[۲]
- اشکان خطیبی، بازیگر تئاتر و سینما، با انتقاد از سکوت همکارانش دربارهٔ کشته شدن بهاره للهی گفت: «کارگردان و مدرس و فیلمنامه‌نویس ایرانی را کشتند، ولی صدا از یک همکار در نیامده. بچه‌های سینمای ایران را خواب برده.»[۲]
- حسین رونقی، فعال مدنی، با انتشار شرحی از این گزارش، در رسانه اجتماعی ایکس نوشت: «حقیقت دیگری را زیر خاک پنهان می‌کنند؟»[۲]
- محمد آقازاده، روزنامه‌نگار، در شبکه اجتماعی ایکس نوشت: «مرگ یک فیلم‌ساز در زندان، حادثه تلخی است. بهتر است مقامات مسئول بگویند بر او چه رفته، گلاویز شدن با هنر و هنرمند پیامدهای شومی در جامعه دارد. چرا کاری می‌کنید هزاران هنرمند با آثارشان زهره افسردگی و عصیان را در جان‌ها بریزند؟»[۲]